# North American XB-28 Dragon
North American XB-28 byl dvoumotorový výškový střední bombardér vyvinutý americkou společností North American na základě specifikace XC-214 armádního letectva. Postaveny byly dva prototypy, ale typ se nedostal do sériové výroby, neboť letectvo o stroj této kategorie ztratilo zájem.

## Vývoj a testování

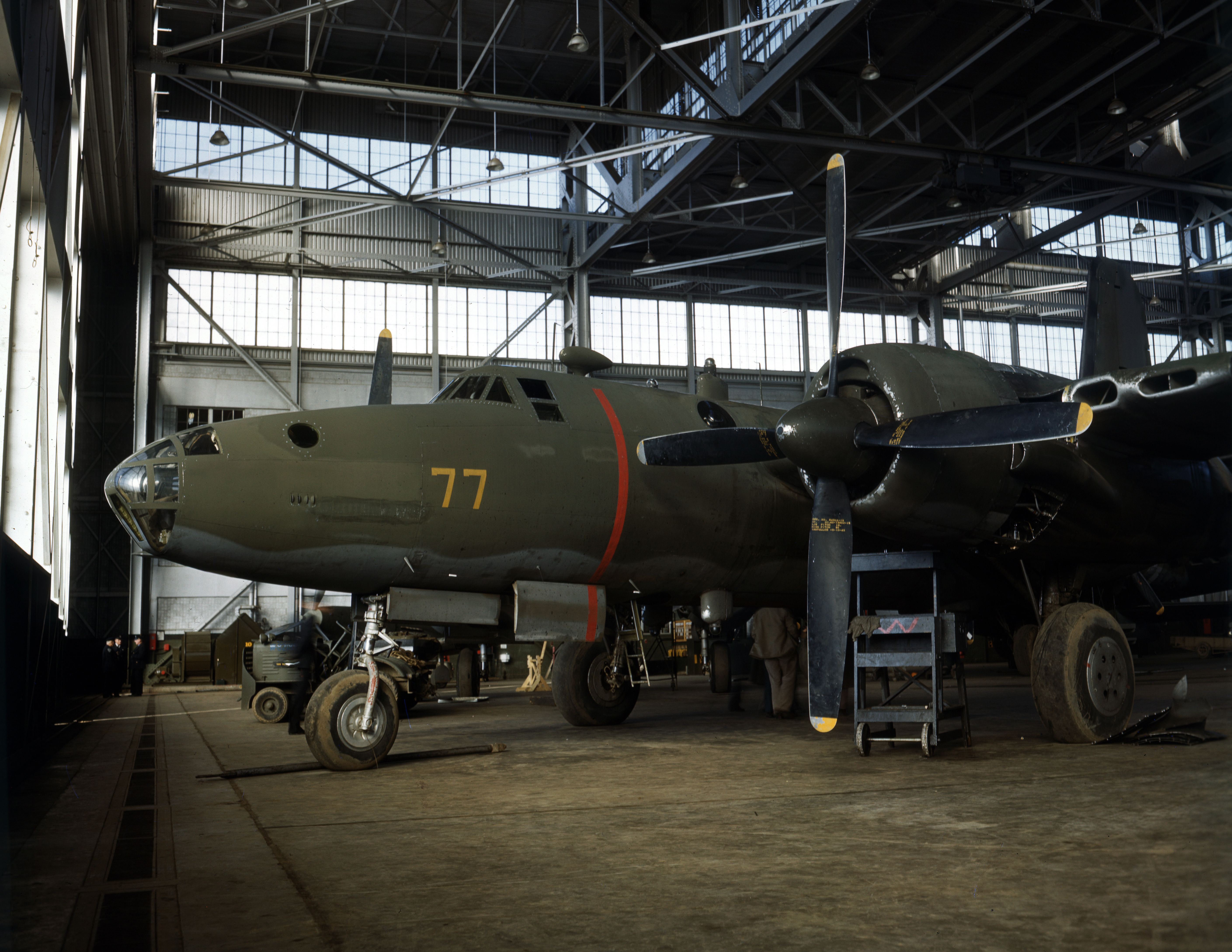
XB-28

Specifikaci XC-214 na vývoj dvoumotorového výškového středního bombardéru s přetlakovou kabinou americká armádní letectvo vypsalo v srpnu 1939. Zájem projevily Hughes, Lockheed, Martin a North American, přičemž do užšího výběru se dostaly poslední dvě. Nakonec byl vybrán projekt North American, kterému bylo přiděleno označení XB-28 (konkurenční Martin by v případě úspěchu nesl označení XB-27).
První prototyp XB-28 poprvé vzlétl 26. dubna 1942. Z hlediska výkonů byl letoun úspěchem a překonával B-25 Mitchell. Mezitím se však Spojené státy americké zapojily do druhé světové války a americké letectvo o letoun ztratilo zájem, takže sériová výroba XB-28 nebyla objednána. Zkušenosti z nasazení bombardérů B-25 a B-26 ukázaly, že střední výškový bombardér letectvo nepotřebuje, přičemž nebyl vhodný ani pro strategické bombardování. První prototyp byl následně bez křídla využíván k pozemním zkouškám. Společnost North American postavila ještě druhý prototyp ve fotoprůzkumné verzi XB-28A. Dne 4. srpna 1943 se zřítil do Tichého Oceánu poblíž Los Angeles.

## Popis

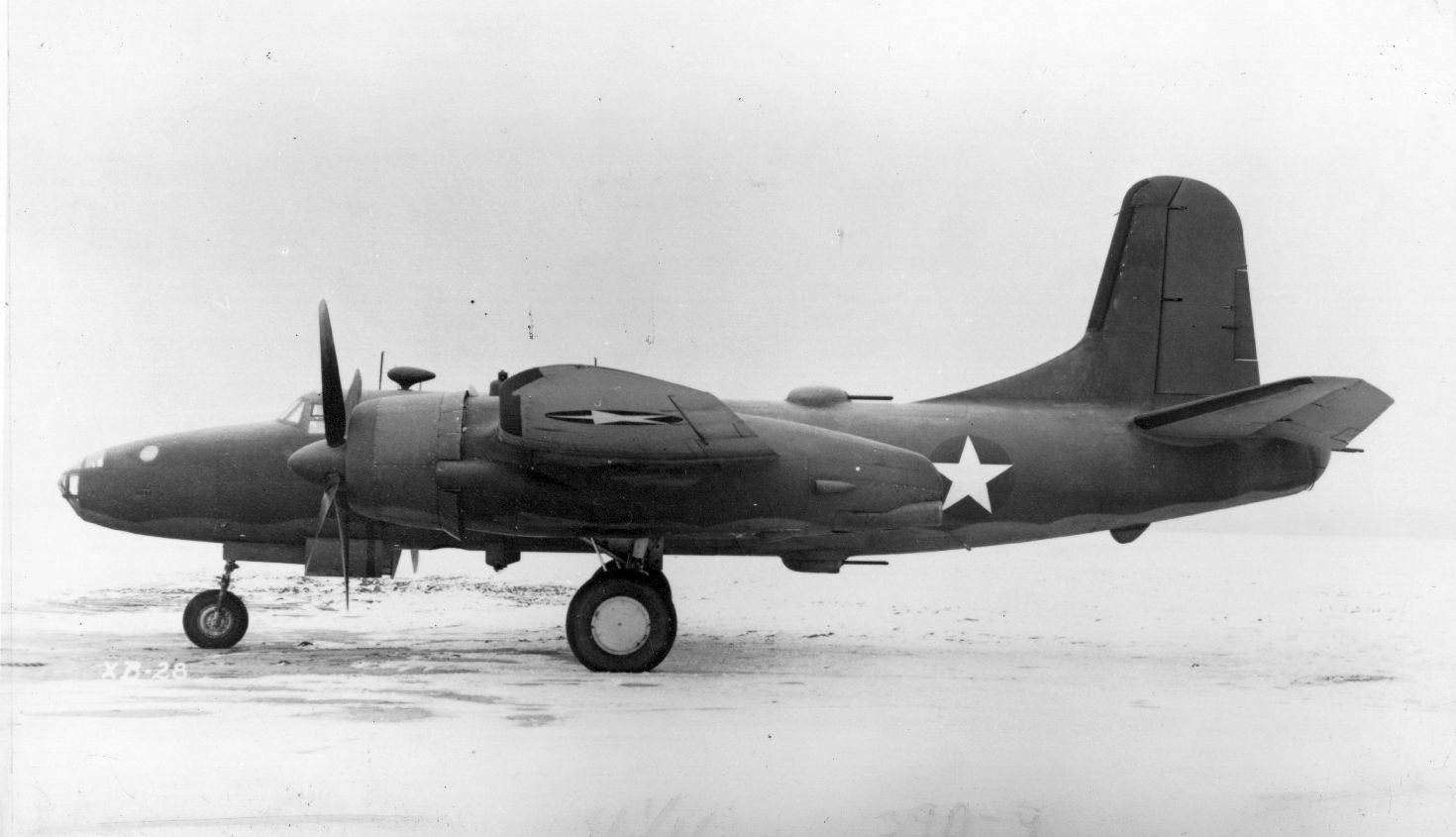
Pohled na XB-28 ze strany

Typ XB-28 byl jedním z prvních amerických letounů vybavených přetlakovou kabinou. Byl to dvoumotorový celokovový středoplošník se zatahovacím příďovým pdvozkem. Letoun měl pětičlennou posádku. Poháněla ho dvojice vzduchem chlazených dvouhvězdicových motorů Pratt & Whitney R-2800-27 Double Wasp o výkonu 1491,4 kW s turbokompresory C-2, umístěnými v zádích motorových gondol. Po výstupu z turbín se výfukové plyny odváděly do sběrných ejektorových trubic. 
Posádka měla pro svou obranu k dispozici šest 12,7mm kulometů ve třech dálkově ovládaných věžích (zadní, hřbetní, břišní). Normální náklad pum byl 900 kg a maximální 1800 kg.

## Specifikace (XB-28A)

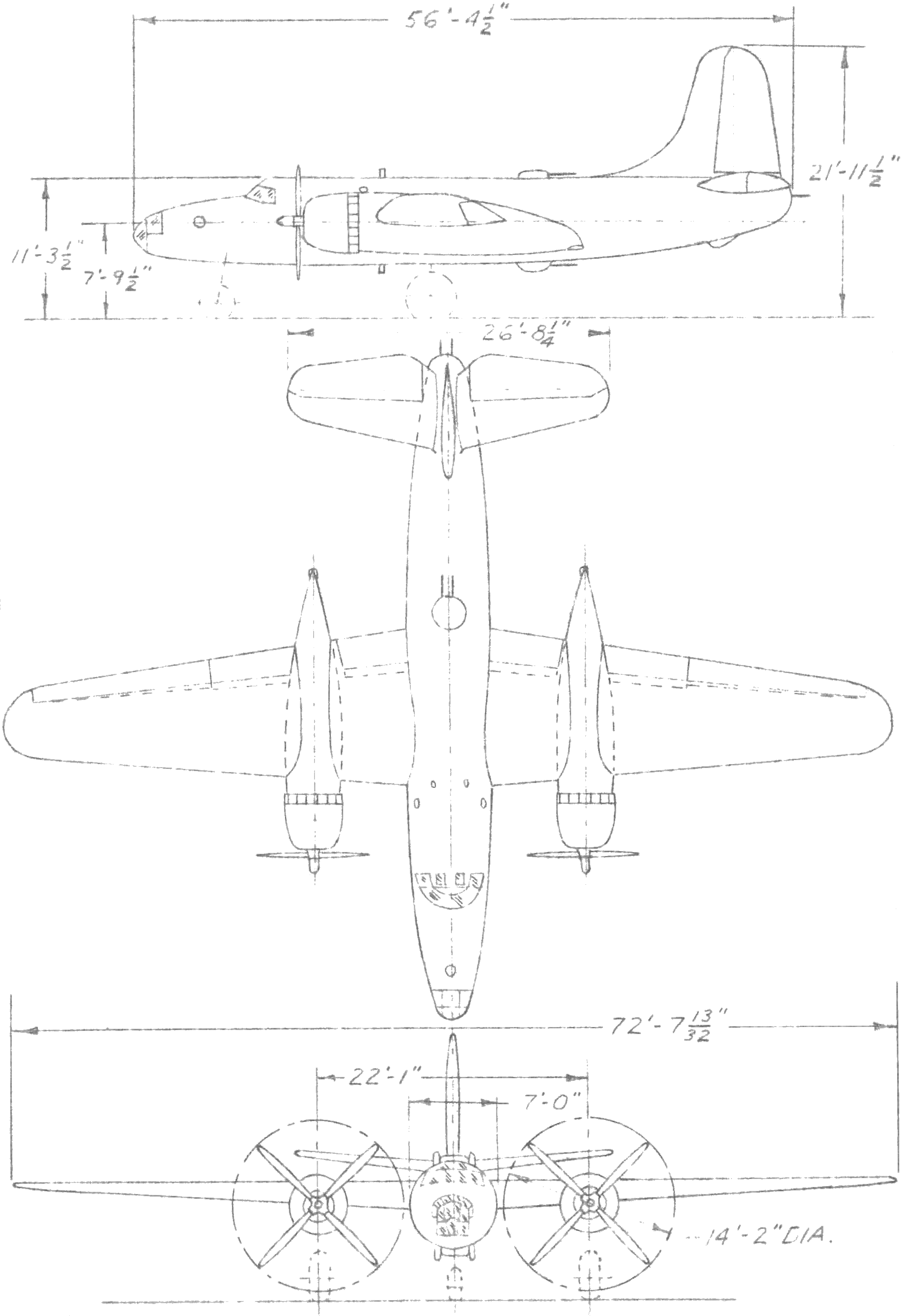
Třípohledový nákres XB-28

### Technické údaje
- Osádka: 5
- Rozpětí: 22,12 m
- Délka: 17,20 m
- Výška: 4,27 m
- Nosná plocha: 62,8 m²
- Plošné zatížení: 258,14 kg/m²
- Hmotnost prázdného letounu: 11 600 kg
- Vzletová hmotnost: 16 210 kg
- Max. vzletová hmotnost: 16 874 kg
- Pohonná jednotka: 2× osmnáctiválcový dvouhvězdicový motor Pratt & Whitney R-2800-27
- Výkon pohonné jednotky: 2× 2 000 hp (1 500 kW)

### Výkony
- Nejvyšší rychlost: 600 km/h[1]
- Cestovní rychlost: 410 km/h[1]
- Dostup: 10 600 m[1]
- Stoupavost: 6 m/s
- Dolet: 3200 km[1]

### Výzbroj
- 6× 12,7mm kulomet M2 Browning
- 900—1 800 kg pum